# トム氏の優雅な生活
『トム氏の優雅な生活』(Life with Tom、1953年11月21日公開)は「トムとジェリー」の短編作品のひとつ。日本においては2004年1月1日以降パブリックドメインである。

## スタッフ
- 監督 - ウィリアム・ハンナ　ジョセフ・バーベラ
- 製作 - フレッド・クインビー
- 作画 - ケネス・ミューズ　エド・バージ　アーヴン・スペンス
- 背景 - ロバート・ジェントル
- 音楽 - スコット・ブラッドリー

## 作品内容
ある日郵便物が届いた。トムは自分のポストを覗くが何もない。一方、ジェリーのポストには小包と手紙が届いていた。
小包の中身が気になったトムは封を破ってみた。その中身は『Life with Tom(トム氏の優雅な生活)』という一冊の本だった。ラジオのCMによるとこれはジェリーが著した大ヒット小説らしい。トムの知らぬ間に、ジェリーは期待の新人作家として名を馳せていたのだ。トムは本を読んでみることにした。
| 「 | 『トム氏の優雅な生活』 ジェリー・マウス作 この本をトム氏に捧ぐ 彼がいなくても傑作は書けたけど | 」 |

そんな前書きから始まるこの本の冒頭には「変な魚釣り」に基づいた内容とトムに対する皮肉が書かれていた。
顔をしかめたトムが周りを見渡すと、スパイク親子やトムの悪友たちが本を読んで大笑いしており、そこには「台所戦争」「なかよし」でのトムの醜態が記してあった。この小説はトムを揶揄ったコメディだったのである。
自身の名前を勝手に使われた挙句、世間の笑い者にされたトムは大激怒。著者のジェリーに抗議に向かい、彼の頭に本を叩きつけた。
するとジェリーは物言いたげな顔で同封された手紙をトムに読ませる。それは出版社からの手紙だった。
| 「 | ジェリー様 本の印税として50000 ドルの小切手を同封します 貴方のご希望通りトム氏と半分ずつに致しました | 」 |

手紙の中にはトム宛に25000ドルの小切手が同封されていた。ジェリーが印税を折半してくれたと知ったトムは途端に態度を変え、穴の空いた本を読み、自分で自分を指差しながら笑い始める。ジェリーは、そんな現金主義なトムをにこやかに見ていた。

## 登場キャラクター
トム
ジェリーに届いた本を勝手に開封して読み、ひどい内容に憤慨するも、ジェリーが印税を分けてくれたことを知ると笑いながら本を読み始めた。
ジェリー
トムの日常を記した本が大ヒットし、多額の印税を得る。内容に関してトムに激怒されるも、実は印税をトムと折半していたため、トムに感謝される。
スパイク親子、トムの悪友たち
本を読んでトムの姿に大笑いしていた。

## 備考
- この作品は『ジェリーの日記』とほぼ同一の構成で過去作品が回想として挿入されているが、オチは異なる。
- 邦題の「～氏の優雅な生活」という表現は、1961年[注 2]から雑誌連載された山口瞳の『江分利満氏の優雅な生活』に因んだものである。